# Tunnel View
Tunnel View, ou Discovery View, est un point de vue panoramique aménagé dans le parc national de Yosemite, en Californie, aux États-Unis. Situé sur la Wawona Road à proximité de l'entrée est du Wawona Tunnel, d'où son nom, il offre une vue sur la vallée de Yosemite, avec au dernier plan le Half Dome. Il a été aménagé en 1932 dans le style rustique du National Park Service.